# Улица Иоанна Павла II (Киев)
Улица Иоанна Павла II (укр. Вулиця Іоанна Павла II) — улица в Печерском районе Киева, в исторической местности Сапёрное поле. Пролегает от улицы Василия Тютюнника до бульвара Дружбы народов.
К ней примыкают улицы Александра Полякова, Саперное Поле, Игоря Брановицкого, Николая Раевского, Чигорина, Джона Маккейна, Тверской тупик и бульвар Марии Приймаченко. Протяжённость — 1250 метров.

## История
Улица возникла в 1950-е годы, когда началась застройка территории Сапёрного поля. Первым названием улицы стало Новотверская (была продолжением улицы Тверской — ныне улицы Ежи Гедройца). С 1961 носила название Патриса Лумумбы, в честь первого премьер-министра Демократической Республики Конго, убитого в январе того же года.
Современное название, в честь Иоанна Павла ІІ, 264-го Папы Римского, святого католической церкви (2014) — с 4 ноября 2016 (решение о переименовании принято 6 октября). Глава Римско-католической церкви был с визитом в Киеве в конце июня 2001 года.

## Примечательные здания и сооружения
- Жилой комплекс «Taryan Towers» (дом № 12)
- Специализированная школа № 47 им. А. С. Макаренко (дом № 14)
- Техникум электронных приборов (дом № 17)
- Библиотека № 150 Печерского района (дом № 19)

## Галерея
- Старая табличка с изначальным названием улицы — «Новотверская»